# Kollenahalli, Channarayapatna
Kollenahalli là một làng thuộc tehsil Channarayapatna, huyện Hassan, bang Karnataka, Ấn Độ.